# ۷ آبان
۷ آبان دویست و بیست و سومین روز سال در گاه‌شماری خورشیدی است. به پایان سال ۱۴۲ روز (۱۴۳ روز در سال کبیسه) باقی‌است.

## رویدادها
- ۵۳۹ (پیش از میلاد) - ورود کوروش بزرگ به دولت شهر بابل و آزاد کردن یهودیان
- ۱۴۰۱ - وزارت اطلاعات و سازمان اطلاعات سپاه پاسداران انقلاب اسلامی با انتشار بیانه‌ای الهه محمدی و نیلوفر حامدی را سرویس‌های جاسوسی غربی معرفی کردند

## زادروزها
- ۱۳۴۰ - فاطمه معتمدآریا، بازیگر
- ۱۳۵۲ - علیرضا استادی، بازیگر
- ۱۳۵۸ - مجتبی شیری، بازیکن فوتبال
- ۱۳۶۳ - احسان خواجه امیری، خواننده
- ۱۳۸۰ - فردین رابط، بازیکن فوتبال

## درگذشت‌ها
- ۱۲۸۲ - احترام‌السلطنه، شاهزاده قاجار و دختر دوم مظفرالدین‌شاه قاجار
- ۱۳۵۹ - حسینعلی راشد، نماینده تهران در دوره هفدهم مجلس شورای ملی، روحانی و زندانی سیاسی
- ۱۳۶۰ - حسن لاهوتی اشکوری، نماینده مردم رشت در دوره نخست مجلس شورای اسلامی
- ۱۳۶۸ - سید عبدالله ضیایی‌نیا، نماینده گیلان در مجلس خبرگان قانون اساسی
- ۱۳۹۹ - قاضی حداد، معاون امنیت دادستان تهران

## مناسبت‌ها
- روزجهانی کوروش بزرگ
- روز جهانی پسوریازیس[۱]